# Alex Sherman
Alex Sherman (Chișinău, 21 gennaio 1984) è un wrestler moldavo.
Milita nella New Japan Pro-Wrestling con il ring name di Alex Koslov.

## Carriera
Sherman è stato allenato da Jesse Hernandez e fece il suo debutto il 23 maggio 2003 a Covina, in California sotto il nome di Alex Pincheck contro Kid Karnage. Fino al 2006, lavorò nelle promotion della costa est degli Stati Uniti. Nel 2005, lavorò anche in Messico dove fece esperienza in CMLL. L'11 giugno 2006 vinse il suo primo titolo, l'NWA British Commonwealth Heavyweight Championship a Santa Monica, sconfiggendo Karl Anderson. Lo perde dopo circa un mese contro Justin White.
Nel 2008, partecipò all'annuale ECWA Super 8 Tournament. Sconfisse Shannon Moore al primo turno, successivamente ebbe la meglio su Chase Del Monte ma poi perse contro Aden Chambers in finale.

### Consejo Mundial de Lucha Libre (2006-2008)
Nell'agosto 2006, Koslov iniziò a lavorare in Messico come heel. Koslov scrisse la storia quando fu il primo russo a combattere nell'Arena Coliseo in 72 anni di storia della federazione. Partecipò al Leyenda of The Plata tournament ma venne eliminato ai quarti di finale da Mistico. Nel novembre 2006, vinse un torneo a 8 uomini e diventò primo sfidante per il World Middleweight Championship ma perse contro il campione Averno.

### Total Nonstop Action Wrestling (2008)
Nel 2008 le relazioni fra la CMLL e la Total Nonstop Action Wrestling (TNA) ebbe come conseguenza la partecipazione di Koslov al World X Cup tournament. Koslov faceva parte del Team International. Nelle apparizioni pre torneo, sconfisse Curry Man ma venne sconfitto dal capitano del Team USA Kaz. Nel torneo, Koslov venne sconfitto quasi subito da Rey Bucanero, rappresentante del Team Mexico. Al PPV Victory Road, Koslov prese parte alla battle royal dei quattro team (USA, International, Mexico e Canada). Eliminò dalla rissa Ultimo Guerrero e Chris Sabin prima di essere eliminato da Masato Yoshino. Il Team International si classificò ultimo nel torneo. Dopo ciò, Koslov fece ritorno in Messico.

### Asistencia Asesoría y Administración (2008-2010)
Koslov approdò in Asistencia Asesoría y Administración (AAA) poiché non contento del trattamento ricevuto dalla CMLL.
Il 20 marzo 2009, si qualifica per un torneo che avrebbe decretato il primo AAA Cruiserweight Champion. Nel primo round, Koslov sconfisse Rocky Romero. Nella semi finale, Koslov Nicho el Millonario e in finale sconfisse in un triple treath match Extreme Tiger e Alan Stone diventando il primo AAA Cruiserweight Champion. Perse il titolo 23 giorni dopo in favore di Extreme Tiger. Il 21 agosto 2009, Koslov rivinse il titolo sconfiggendo in un five-way match Extreme Tiger, Jack Evans, Teddy Hart e Rocky Romero. Perse il titolo circa un mese dopo in favore di Extreme Tiger.

### Ring of Honor (2009-2010; 2013)
Nell'aprile 2009, Koslov fece delle apparizioni per la Ring of Honor. Il 3 aprile 2009, venne sconfitto da Bryan Danielson. Il giorno successivo, venne sconfitto da Roderick Strong. Nel mese di dicembre, perse insieme a Davey Richards e Eddie Edwards in un six-man tag team match contro i Briscoe Brothers e Rocky Romero. Con quest'ultimo lotta un rematch in singolo il 26 marzo 2010, riuscendo a vincere.
Curiosamente, tre anni dopo, Koslov e Romero tornano nella ROH come un Tag Team, perdendo il loro match di debutto contro Davey Richards e Eddie Edwards. Il giorno dopo, sfidano Bobby Fish e Kyle O'Reilly per i titoli di coppia ma perdono. Tuttavia, con il loro ritorno il 27 luglio, sconfiggono Fish e O'Reilly, conquistando i ROH World Tag Team Championship. Dopo appena una settimana, perdono le corone contro gli American Wolves, Davey Richards ed Eddie Edwards.

### WWE

#### Florida Championship Wrestling (2010 - 2012)
Il 27 agosto 2010, nell'episodio di SmackDown!, combatte contro Alberto Del Rio, perdendo. Poco dopo giunge la notizia che Koslov è stato messo sotto contratto di sviluppo con il nome di Peter Orlov e viene mandato in FCW. Fa il suo debutto il 20 novembre 2010 perdendo contro Bo Rotundo. Il 28 novembre, Peter Orlov e AJ vengono sconfitti da Lucky Cannon e Naomi. Si fa spesso accompagnare sul ring da James Bronson, che lo assiste a bordo ring. Il 9 gennaio, perde per squalifica contro Lucky Cannon proprio per interferenza di Bronson. Il 31 gennaio, viene sconfitto da Roman Leakee. A fine match, Bronson attacca Leakee ma è lo stesso Orlov a fermare la sua bodyguard. Il 12 febbraio, Orlov viene sconfitto da Richie Steamboat, nonostante l'interferenza di James Bronson in suo favore. Nei tapings FCW del 14 aprile, Peter Orlov perde un tag team match in coppia con Brad Maddox contro Hunico & Epico. Il 4 giugno, all'FCW Port Charlotte Show, Peter Orlov vince un 6-man tag team match insieme a Jinder Mahal e James Bronson contro Donny Marlow, Tito Colon e Rodney Thomas. Nei tapings del 30 giugno, perde un match contro Donny Marlow. Il 16 luglio, all'FCW Summer SlamaRama, Peter Orlov ha la meglio sul vincitore di Tough Enough Andy Leavine. Nei tapings del 1º settembre, Orlov perde contro Calvin Raines. Tre settimane dopo, perde un altro match, stavolta contro Abraham Washington. Al Tampa Show di novembre, Orlov batte Jason Jordan ma nei tapings del 17 novembre, perde contro Mike Dalton. Nel primo show del 2012, Orlov prende parte ad un 8-man tag team match in squadra con Colin Cassady, Nick Rogers e Corey Graves perdendo contro la squadra opposta formata da Dante Dash, Marcus Owens, Kevin Hackman e Jason Jordan.
Nella giornata del 3 febbraio 2012, viene ufficializzato il licenziamento del wrestler Peter Orlov.

### New Japan Pro Wrestling
Dopo il licenziamento dalla WWE, Sharman torna ad usare il ring name di Alex Koslov. Combatte il 17 marzo, ad un evento della Pro Wrestling Guerrilla, dove perde contro Kyle O'Reilly. Poi passa alla New Japan Pro-Wrestling, dove esordisce battendo Taka Michinoku. Successivamente, batte anche Hiromu Takahashi e Jado. Il 1º giugno, perde contro Ryusuke Taguchi e il giorno dopo, contro Brian Kendrick. Si riscatta, battendo Daisuke Sasaki e Tiger Mask IV, ma perde contro Low Ki. Il 10 giugno, vince un 6-man tag team match insieme a Rocky Romero e Brian Kendrick contro BUSHI, KUSHIDA e Hiromu Takahashi. Il 7 luglio, Koslov, Low Ki e Rocky Romero battono BUSHI, Jushin Liger e Tiger Mask mentre il giorno dopo perde un 8-man tag team match insieme a Romero Gedo e Jado contro Liger, Maximo, KUSHIDA e Tiger Mask. L'11 luglio, Koslov, Romero e YOSHI-HASHI perdono contro Liger, Tiger Mask e Tetsuya Naito, e Koslov viene sconfitto anche due giorni dopo insieme a Gedo, Low Ki e Romero contro Liger, Tiger Mask, Prince Devitt e Ryusuke Taguchi. Il 22 luglio, Romero e Koslov sconfiggono Liger e Tiger Mask conquistando l'IWGP Junior Heavyweight Tag Team Championship. Dopo averli persi contro Alex Shelley e Kushida, li riconquistano il 3 maggio 2013.

## Personaggio

### Mosse finali
- Crossface
- Red Scare (Russian legsweep floated over into a bridging cobra clutch)
- Russian Frog Elbow (Frog splash transitioned into an elbow drop)

### Soprannomi
- "El Hooligan Ruso"
- "The Russian Hooligan"
- "12 Corazones"

### Musiche d'entrata
- "Вторжение" by Серега
- "Перемен" by Dino MC 47 featuring КИНО

## Titoli e riconoscimenti
Asistencia Asesoría y Administración
- AAA Cruiserweight Championship (2)
- AAA World Mixed Tag Team Championship (1 - con Christina Von Eerie)

NWA UK Hammerlock
- NWA British Commonwealth Heavyweight Championship (1)

New Japan Pro-Wrestling
- IWGP Junior Heavyweight Tag Team Championship (2 - con Rocky Romero)

Ring of Honor
- ROH World Tag Team Championship (1 - con Rocky Romero)

Pro Wrestling Illustrated
- 145º tra i 500 migliori wrestler singoli nella PWI 500 (2009)